# لا زینگارلا

لا زینگارلا یا Gypsy Girl یک مجسمه بلند ۱۴۰ سانتیمتر (۵۵ اینچ) دیانا، ترکیبی از بدن باستانی با اضافات به سفارش کاردینال اسکیپیون بورگزه و ساخته شده توسط نیکلاس کوردیه، بین سال‌های ۱۶۰۷ و ۱۶۱۲. اضافات، سر و انتهای بدن، برنزی و مرمر سفید و خاکستری بود. این در اتاق X در Galleria Borghese در رم، ایتالیا به نمایش گذاشته شده‌است.

## ویژگی‌ها
لا زینگار مجسمه ترکیبی از نیم تنه از جنس مرمر خاکستری باستانی و سنگ مرمر سفید و برنز طلاکاری شده‌است. بازسازی اخیر، که یک پتینه سیاه ضخیم را که به تناسب سلیقه قرن نوزدهم به مجسمه اضافه شده بود، حذف کرد، یک قفل طلایی را نشان داد. مونتاژ آن از عناصر باستانی و مدرن آن را به یک اثر عجیب و غریب و تقریباً شرقی تبدیل می‌کند.
عقاب‌ها و اژدهاها لبه لباس مجسمه را تزئین می‌کنند. لباس مجلسی در قسمت شانه‌ها گره خورده‌است. چهره لبخند می‌زند. انگشت دست مجسمه نشان می‌دهد، انگار که بیننده را تصدیق می‌کند. مجسمه در گالری Borghese مشهورترین نسخه لا زینگارلا است. با این حال، نسخه دیگری از مجسمه نیکلاس کوردیه در موزه لوور وجود دارد. ویسکونتی مجسمه را با نام Diana, detto volgarmente la زینگارلا توصیف کرد.